# Alex Norén
Alexander Norén (Stockholm, 7 december 1982) is een Zweeds professioneel golfer.

## Amateur
Norén ging naar de Golf High School in Perstorp, Zweden en vervolgens studeerde hij economie aan de Oklahoma State University in de Verenigde Staten. Hij speelde van 1988-1995 in het Zweedse nationale team.

### Deelname aan teamevents
- Eisenhower Trophy: 2004
- Palmer Cup: 2004 (winnaars), 2005
- Jacques Leglise Trophy: 2000

## Professional
In augustus 2005 werd hij professional. Eind 2005 haalde hij de finale rondes van de Tourschool en kreeg een spelerskaart voor de Challenge Tour (CT). Daar won hij de Rolex Trophy. Hij werd 3de op de Order of Merit en kreeg een spelerskaart voor de Europese Tour (ET) van 2007.
Norén behield zijn kaart en eindigde in 2008 op de 31ste plaats van de Order of Merit. Hij kwalificeerde zich voor het Brits Open, haalde daar de cut en werd 19de. In 2009 haalde hij vier top 10-plaatsen waaronder op het KLM Open. In juni 2011 behaalde Norén zijn tweede zege op de Europese Tour met winst op de Saab Wales Open, waar hij 2 slagen beter was dan Grégory Bourdy en Anders Hansen. Amper een maand later was Norén ook de beste op de Nordea Masters. Dankzij deze twee overwinningen eindigde Norén ook op de 14e plaats in de Race to Dubai. Als gevolg van blessures miste Norén het seizoen 2014.
Bij zijn terugkeer in 2015 was Norén voor de tweede keer de beste op de Nordea Masters. Norén kende zijn beste vorm in de tweede helft van 2016 met winst in maar liefst 4 toernooien op de Europese PGA Tour. Zo was hij de beste op de Aberdeen Asset Management Scottish Open, de Omega European Masters, de British Masters supported by Sky Sports en de Nedbank Golf Challenge. Als gevolg van deze mooie resultaten eindigde hij op de 3e plaats in de Race to Dubai van de Europese PGA Tour 2016, achter Henrik Stenson en Danny Willett. 
In 2017 was Norén de beste op het BMW PGA Championship en in 2018 won Norén de HNA Open de France. Als gevolg van zijn goed klassement op de Official World Golf Ranking werd hij in 2018 ook geselecteerd voor het Europese team van de Ryder Cup 2018. Op deze editie van de Ryder Cup was het Europese team met 17,5 punten duidelijk sterker dan het Amerikaanse team. Vanaf 2018 is Norén ook actief op de Amerikaanse PGA Tour. 
In 2019 en 2020 kende Norén een terugval in zijn resultaten met als uitschieter een 3e plaats op de 3M Open van 2020. Ook de daaropvolgende jaren kende Noren minder succes op de diverse toernooien. 

### Overwinningen
| Jaar | Toernooi                                | Tour                                     |
| ---- | --------------------------------------- | ---------------------------------------- |
| 2007 | Rolex Trophy                            | Challenge Tour                           |
| 2009 | Omega European Masters                  | Europese PGA Tour en Aziatische PGA Tour |
| 2011 | Saab Wales Open                         | Europese PGA Tour                        |
| 2011 | Nordea Masters                          | Europese PGA Tour                        |
| 2010 | The Royal Trophy                        | -                                        |
| 2015 | Nordea Masters                          | Europese PGA Tour                        |
| 2016 | Aberdeen Asset Management Scottish Open | Europese PGA Tour                        |
| 2016 | Omega European Masters                  | Europese PGA Tour en Aziatische PGA Tour |
| 2016 | British Masters supported by Sky Sports | Europese PGA Tour                        |
| 2016 | Nedbank Golf Challenge                  | Europese PGA Tour                        |
| 2017 | BMW PGA Championship                    | Europese PGA Tour                        |
| 2018 | HNA Open de France                      | Europese PGA Tour                        |
| 2018 | Ryder Cup                               | -                                        |
| 2018 | EurAsia Cup                             | -                                        |

### Resultaten op deMajors
| Major                 | 2008 | 2009 | 2010 | 2011 | 2012 | 2013 | 2014 | 2015 | 2016 | 2017 | 2018 | 2019 | 2020 | 2021 | 2022 | 2023 |
| --------------------- | ---- | ---- | ---- | ---- | ---- | ---- | ---- | ---- | ---- | ---- | ---- | ---- | ---- | ---- | ---- | ---- |
| Masters Tournament    |      |      |      |      |      |      |      |      |      | CUT  | CUT  | T62  |      |      |      | CUT  |
| U.S. Open             |      |      |      | T51  | CUT  |      |      | CUT  | CUT  | CUT  | T25  | CUT  | T17  |      | CUT  | CUT  |
| The Open Championship | T19  |      | CUT  | CUT  | T9   | WD   |      |      | T46  | T6   | T17  | T11  | G.T. | CUT  |      | T23  |
| PGA Championship      |      |      |      | T34  | T66  | CUT  |      |      | T49  | T67  | CUT  | T54  | T22  | T55  | CUT  | CUT  |

CUT = miste de cut halverwege
G.T. = geen toernooi

### Resultaten op deWorld Golf Championships
| Toernooi             | 2005 | 2006 | 2007 | 2008 | 2009 | 2010 | 2011 | 2012 | 2013 | 2014 | 2015 | 2016 | 2017 | 2018 | 2019 | 2020 | 2021 | 2022 | 2023 |
| -------------------- | ---- | ---- | ---- | ---- | ---- | ---- | ---- | ---- | ---- | ---- | ---- | ---- | ---- | ---- | ---- | ---- | ---- | ---- | ---- |
| WGC Kampioenschap    |      |      |      |      |      |      |      | 69   | T20  |      | T56  |      | T55  | T14  | T62  |      |      |      |      |
| WGC Matchplay        |      |      |      |      |      | R64  |      |      | R32  |      |      |      | QF   | 3    | T17  | G.T. |      | T18  | T52  |
| WGC Invitational     |      |      |      |      |      | T53  | T53  |      |      |      |      |      | T28  | T31  | T12  |      |      |      |      |
| WGC - HSBC Champions |      |      |      |      | T19  |      | T49  |      |      |      | T54  | T12  | T31  | T18  |      | G.T. | G.T. | G.T. |      |

G.T. = Geen toernooi